# Nemoraea varia
Nemoraea varia là một loài ruồi trong họ Tachinidae.